# Mobiele lichtmast
Een mobiele lichtmast is een verplaatsbare lichtmast bestaande uit een demontabele mast met telescooparm met meerdere lampen, een aggregaat en een brandstoftank.
De lichtmast wordt door de aggregaat van elektriciteit voorzien en is daardoor niet afhankelijk van een permanente stroomvoorziening. Dit maakt dat de masten inzetbaar zijn zijn voor het verlichten van bijvoorbeeld bouwplaatsen, evenementen of wegwerkzaamheden. De mobiele lichtmasten zijn gemakkelijk te verplaatsen. Er zijn energiezuinige installaties met ledlampen op de markt die ten opzichte van de gebruikelijke apparatuur tot 80% minder CO2 uitstoten.
De meeste mobiele lichtmasten worden op huurbasis ingezet. Dit komt doordat ze vaak maar voor een bepaalde periode nodig zijn. Zodra er een permanente stroomvoorziening beschikbaar is worden de lichtmasten vervangen door lantaarnpalen of andere vaste verlichting.